# Estádio Beira-Rio
Estádio José Pinheiro Borda, cunoscut mai mult ca Estádio Beira-Rio, este un stadion de fotbal din Porto Alegre, Brazilia. El servește drept stadion de casă pentru clubul de fotbal Sport Club Internacional, înlocuind stadionul anterior al clubului, Estádio dos Eucaliptos. Arena este denumită în cinstea lui José Pinheiro Borda, un inginer portughez vârstnic care a supervizat construcția stadionului dar a decedat înainte de a-l vedea finalizat. Estádio Beira-Rio a fost unul din cele 12 stadioane gazdă la Campionatul Mondial de Fotbal 2014.

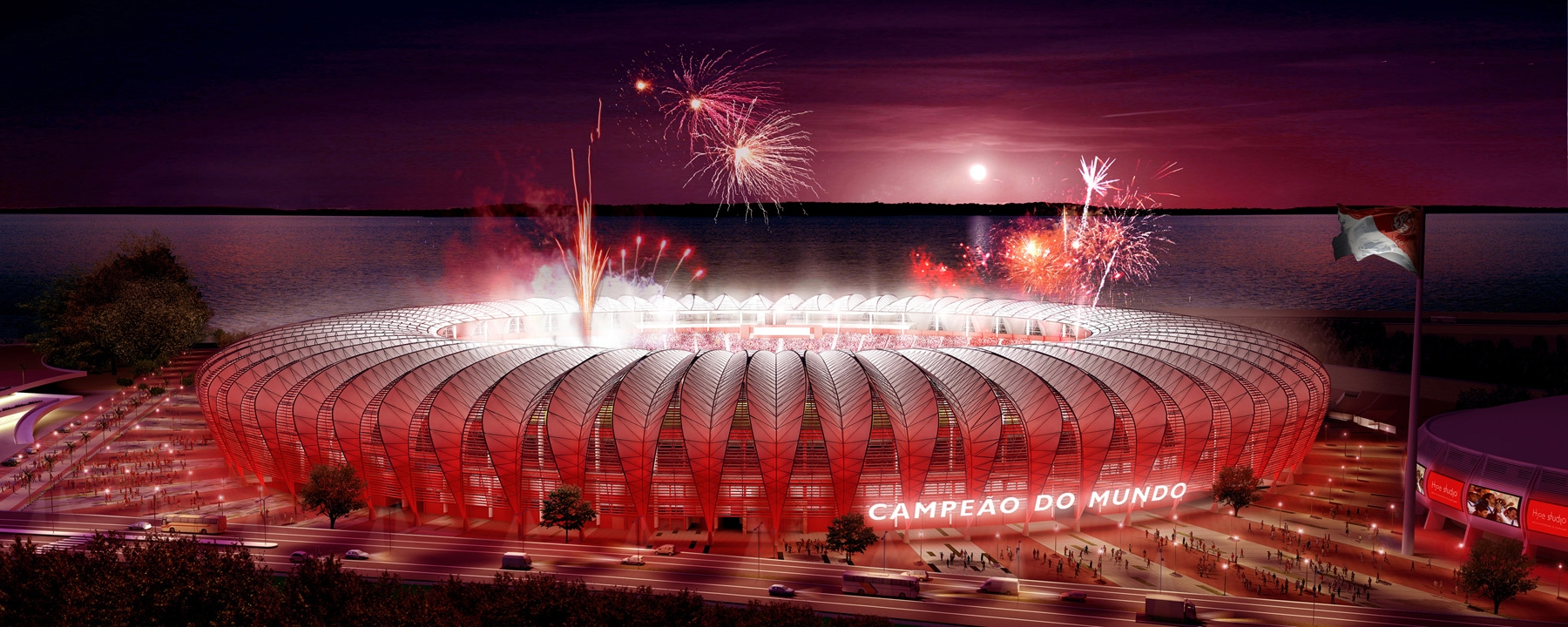
Stadionul după renovare

## Campionatul Mondial de Fotbal 2014
| Data          | Ora (UTC-03) | Echipa #1     | Rezultat   | Echipa #2     | Runda            | Spectatori |
| ------------- | ------------ | ------------- | ---------- | ------------- | ---------------- | ---------- |
| 15 iunie 2014 | 16:00        | Franța        | 3–0        | Honduras      | Group E          | 43,012     |
| 18 iunie 2014 | 13:00        | Australia     | 2–3        | Țările de Jos | Group B          | 42,877     |
| 22 iunie 2014 | 16:00        | Coreea de Sud | 2–4        | Algeria       | Group H          | 42,732     |
| 25 iunie 2014 | 13:00        | Nigeria       | 2–3        | Argentina     | Group F          | 43,285     |
| 30 iunie 2014 | 17:00        | Germania      | 2–1 (d.p.) | Algeria       | Optimi de finală | 43,063     |